# Lebel-sur-Quévillon Airport
Lebel-sur-Quévillon Airport (franska: Aéroport de Lebel-sur-Quévillon) är en flygplats i Kanada.   Den ligger i regionen Nord-du-Québec och provinsen Québec, i den sydöstra delen av landet, 400 km norr om huvudstaden Ottawa. Lebel-sur-Quévillon Airport ligger 291 meter över havet.
Terrängen runt Lebel-sur-Quévillon Airport är platt. Trakten runt Lebel-sur-Quévillon Airport är nära nog obefolkad, med mindre än två invånare per kvadratkilometer.. Närmaste större samhälle är Lebel-sur-Quévillon, 3,3 km nordost om Lebel-sur-Quévillon Airport.
I omgivningarna runt Lebel-sur-Quévillon Airport växer i huvudsak blandskog.